# Alfred Kolb
Alfred Kolb (* 24. August 1878 in Hörhausen; † 1. August 1958 in Winterthur) war ein Schweizer Maler und Zeichner.

## Leben und Werk
Alfred Kolb war ein Sohn eines Bauern. Von 1894 bis 1897 besuchte er die Kunstgewerbeschule Zürich. Anschliessend studierte Kolb bis 1899 an der Ecole des Arts Décoratifs in Paris, wo er sich u. a. mit Augusto Giacometti befreundete. Danach hielt sich Kolb bis 1900 in München auf, wo er vor allem die Kunstmuseen besuchte und deren Kunstwerke studierte. 
Später lebte er in Randegg, danach in der Schweiz in Schaffhausen, Stein am Rhein und in Basel. 1912/1913 studierte Kolb an der Académie Ranson ein Semester lang im Atelier von Félix Vallotton.
Ab 1914 lebte Alfred Kolb in Winterthur im «Haus zur Geduld». Er war Mitglied der Sektion Zürich der GSMBA sowie ein Gründungsmitglied der Künstlergruppe Winterthur. Von 1922 bis 1950 gehörte Kolb deren Vorstand an, von 1928 bis 1939 als Aktuar. Von 1933 bis 1950 war er ein Vorstandsmitglied des Galerievereins Winterthur.
Kolb unternahm zahlreiche Studienreisen nach Italien, Frankreich, Belgien und Holland. Seine Werke stellte er regelmässig in den Turnusausstellungen des Schweizer Kunstvereins aus. Hans Ulrich Saas und Robert Lienhard waren Schüler von Alfred Kolb.